# Buccino
Buccino község (comune) Olaszország Campania régiójában, Salerno megyében.

## Fekvése
A megye keleti részén fekszik. Határai: Auletta, Colliano, Palomonte, Romagnano al Monte, Salvitelle, San Gregorio Magno és Sicignano degli Alburni.

## Története
Az ókorban Volcei név alatt létezett egy település a mai Buccino területén. I. e. 323-ban municípiumi rangra emelték. Az ebből az időszakból származó városfalak romjai, illetve a Tanagro folyón átívelő római híd romjai napjainkban is láthatók. A Nyugatrómai Birodalom bukása után hanyatlásnak indult és csak a 11. század végén népesült be újra, amikor a normann Szicíliai Királyság része lett. A következő századokban nemesi családok birtokolták. A 19. század elején lett önálló amikor a Nápolyi Királyságban felszámolták a feudalizmust. 

## Népessége
A népesség számának alakulása:

## Főbb látnivalói
- Castello
- Piazza Amendola
- Porta Consina
- Porta San Mauro
- Porta Sant'Elia
- San Francesco-templom
- Sant’Antonio-templom
- Santa Croce-templom
- San Nicola-templom
- Madonna dell’Annunziata-templom